# Arctic Race de Noruega 2022
La 9.ª edición de la Arctic Race de Noruega fue una carrera de ciclismo en ruta por etapas que se celebró entre el 11 y el 14 de agosto de 2022 en Noruega, con inicio en el poblado de Tromsø y final en la ciudad de Trondheim sobre un recorrido de 680 kilómetros.
La carrera formó parte del UCI ProSeries 2022, calendario ciclístico mundial de segunda división, dentro de la categoría UCI 2.Pro y fue ganada por el noruego Andreas Leknessund del Team DSM. Completaron el podio, como segundo y tercer clasificado respectivamente, el canadiense Hugo Houle del Israel-Premier Tech y el italiano Nicola Conci del Alpecin-Deceuninck.

## Equipos participantes
Tomaron parte en la carrera 19 equipos: 6 de categoría UCI WorldTeam, 10 de categoría UCI ProTeam y 3 de categoría Continental. Formaron así un pelotón de 111 ciclistas de los que acabaron 104. Los equipos participantes fueron:
| WorldTeams (6)- Astana Qazaqstan Team - Cofidis - Intermarché-Wanty-Gobert Matériaux - BikeExchange-Jayco - Team DSM - Israel-Premier Tech ProTeams (10)- Alpecin-Deceuninck - Arkéa-Samsic - B&B Hotels-KTM - Bingoal Pauwels Sauces WB - Burgos-BH - Euskaltel-Euskadi - Human Powered Health - Sport Vlaanderen-Baloise - Uno-X Pro Cycling Team - TotalEnergies Equipos continentales (3)- Coop - China Glory Continental Cycling Team - Trinity Racing |
| |

## Recorrido
La Arctic Race de Noruega dispuso de cuatro etapas para un recorrido total de 680 kilómetros.
| Etapa     | Fecha     | Recorrido             | type            | Distancia (km) | Ganador            | Líder              |
| --------- | --------- | --------------------- | --------------- | -------------- | ------------------ | ------------------ |
| 1.ª etapa | 11 de ago | Mo i Rana – Mo i Rana | etapa llana     | 185            | Axel Zingle        | Axel Zingle        |
| 2.ª etapa | 12 de ago | Mosjøen – Brønnøysund | etapa llana     | 155            | Dylan Groenewegen  | Axel Zingle        |
| 3.ª etapa | 13 de ago | Namsos – Levanger     | etapa escarpada | 180            | Victor Lafay       | Victor Lafay       |
| 4.ª etapa | 14 de ago | Trondheim – Trondheim | etapa escarpada | 160            | Andreas Leknessund | Andreas Leknessund |

## Desarrollo de la carrera

### 1.ª etapa
| Mo i Rana - Mo i Rana | etapa llana | (185 km) |

| \| Clasificación de la etapa \| Clasificación de la etapa \| Clasificación de la etapa \| Clasificación de la etapa \| Clasificación de la etapa \| \| Ciclista \| Ciclista \| Equipo \| Tiempo \| \| \| ------------------------- \| ------------------------- \| ---------------------------------- \| ------------------------- \| ------------------------- \| \| 1.º \| Axel Zingle \| Cofidis \| \| \| \| 2.º \| Gleb Syritsa \| Astana Qazaqstan Team \| + 1 s \| \| \| 3.º \| Mathieu Burgaudeau \| TotalEnergies \| + 1 s \| \| \| 4.º \| Amaury Capiot \| Arkéa-Samsic \| + 1 s \| \| \| 5.º \| Nick Schultz \| BikeExchange-Jayco \| + 1 s \| \| \| 6.º \| Maurice Ballerstedt \| Alpecin-Deceuninck \| + 1 s \| \| \| 7.º \| Håkon Aalrust \| Team Coop \| + 1 s \| \| \| 8.º \| Andreas Stokbro \| Team Coop \| + 1 s \| \| \| 9.º \| Antonio Angulo \| Euskaltel-Euskadi \| + 1 s \| \| \| 10.º \| Quinten Hermans \| Intermarché-Wanty-Gobert Matériaux \| + 1 s \| \| |                     |                                    |        |
| |                     |                                    |        |
| Fuente: ProCyclingStats |                     |                                    |        |
| Clasificación de la etapa |                     |                                    |        |
| Ciclista | Ciclista            | Equipo                             | Tiempo |
| 1.º | Axel Zingle         | Cofidis                            |        |
| 2.º | Gleb Syritsa        | Astana Qazaqstan Team              | + 1 s  |
| 3.º | Mathieu Burgaudeau  | TotalEnergies                      | + 1 s  |
| 4.º | Amaury Capiot       | Arkéa-Samsic                       | + 1 s  |
| 5.º | Nick Schultz        | BikeExchange-Jayco                 | + 1 s  |
| 6.º | Maurice Ballerstedt | Alpecin-Deceuninck                 | + 1 s  |
| 7.º | Håkon Aalrust       | Team Coop                          | + 1 s  |
| 8.º | Andreas Stokbro     | Team Coop                          | + 1 s  |
| 9.º | Antonio Angulo      | Euskaltel-Euskadi                  | + 1 s  |
| 10.º | Quinten Hermans     | Intermarché-Wanty-Gobert Matériaux | + 1 s  |

| \| Clasificación general \| Clasificación general \| Clasificación general \| Clasificación general \| Clasificación general \| \| Ciclista \| Ciclista \| Equipo \| Tiempo \| \| \| --------------------- \| --------------------- \| ------------------------ \| --------------------- \| --------------------- \| \| 1.º \| Axel Zingle \| Cofidis \| \| \| \| 2.º \| Mathieu Burgaudeau \| TotalEnergies \| + 4 s \| \| \| 3.º \| Gleb Syritsa \| Astana Qazaqstan Team \| + 5 s \| \| \| 4.º \| Kristian Aasvold \| Human Powered Health \| + 8 s \| \| \| 5.º \| Kenneth Van Rooy \| Sport Vlaanderen-Baloise \| + 8 s \| \| \| 6.º \| Sjoerd Bax \| Alpecin-Deceuninck \| + 9 s \| \| \| 7.º \| Amaury Capiot \| Arkéa-Samsic \| + 11 s \| \| \| 8.º \| Nick Schultz \| BikeExchange-Jayco \| + 11 s \| \| \| 9.º \| Maurice Ballerstedt \| Alpecin-Deceuninck \| + 11 s \| \| \| 10.º \| Håkon Aalrust \| Team Coop \| + 11 s \| \| |                     |                          |        |
| |                     |                          |        |
| Fuente: ProCyclingStats |                     |                          |        |
| Clasificación general |                     |                          |        |
| Ciclista | Ciclista            | Equipo                   | Tiempo |
| 1.º | Axel Zingle         | Cofidis                  |        |
| 2.º | Mathieu Burgaudeau  | TotalEnergies            | + 4 s  |
| 3.º | Gleb Syritsa        | Astana Qazaqstan Team    | + 5 s  |
| 4.º | Kristian Aasvold    | Human Powered Health     | + 8 s  |
| 5.º | Kenneth Van Rooy    | Sport Vlaanderen-Baloise | + 8 s  |
| 6.º | Sjoerd Bax          | Alpecin-Deceuninck       | + 9 s  |
| 7.º | Amaury Capiot       | Arkéa-Samsic             | + 11 s |
| 8.º | Nick Schultz        | BikeExchange-Jayco       | + 11 s |
| 9.º | Maurice Ballerstedt | Alpecin-Deceuninck       | + 11 s |
| 10.º | Håkon Aalrust       | Team Coop                | + 11 s |

### 2.ª etapa
| Mosjøen - Brønnøysund | etapa llana | (155 km) |

| \| Clasificación de la etapa \| Clasificación de la etapa \| Clasificación de la etapa \| Clasificación de la etapa \| Clasificación de la etapa \| \| Ciclista \| Ciclista \| Equipo \| Tiempo \| \| \| ------------------------- \| ------------------------- \| ------------------------------------ \| ------------------------- \| ------------------------- \| \| 1.º \| Dylan Groenewegen \| BikeExchange-Jayco \| 3 h 41 min 17 s \| \| \| 2.º \| Amaury Capiot \| Arkéa-Samsic \| + 0 s \| \| \| 3.º \| Edvald Boasson Hagen \| TotalEnergies \| + 0 s \| \| \| 4.º \| Blake Quick \| Trinity Racing \| + 0 s \| \| \| 5.º \| Matteo Malucelli \| China Glory Continental Cycling Team \| + 0 s \| \| \| 6.º \| Florian Dauphin \| B&B Hotels-KTM \| + 0 s \| \| \| 7.º \| Krists Neilands \| Israel-Premier Tech \| + 0 s \| \| \| 8.º \| Matthew Gibson \| Human Powered Health \| + 0 s \| \| \| 9.º \| Martin Bugge Urianstad \| Uno-X Pro Cycling Team \| + 0 s \| \| \| 10.º \| Gleb Syritsa \| Astana Qazaqstan Team \| + 0 s \| \| |                        |                                      |                 |
| |                        |                                      |                 |
| Fuente: ProCyclingStats |                        |                                      |                 |
| Clasificación de la etapa |                        |                                      |                 |
| Ciclista | Ciclista               | Equipo                               | Tiempo          |
| 1.º | Dylan Groenewegen      | BikeExchange-Jayco                   | 3 h 41 min 17 s |
| 2.º | Amaury Capiot          | Arkéa-Samsic                         | + 0 s           |
| 3.º | Edvald Boasson Hagen   | TotalEnergies                        | + 0 s           |
| 4.º | Blake Quick            | Trinity Racing                       | + 0 s           |
| 5.º | Matteo Malucelli       | China Glory Continental Cycling Team | + 0 s           |
| 6.º | Florian Dauphin        | B&B Hotels-KTM                       | + 0 s           |
| 7.º | Krists Neilands        | Israel-Premier Tech                  | + 0 s           |
| 8.º | Matthew Gibson         | Human Powered Health                 | + 0 s           |
| 9.º | Martin Bugge Urianstad | Uno-X Pro Cycling Team               | + 0 s           |
| 10.º | Gleb Syritsa           | Astana Qazaqstan Team                | + 0 s           |

| \| Clasificación general \| Clasificación general \| Clasificación general \| Clasificación general \| Clasificación general \| \| Ciclista \| Ciclista \| Equipo \| Tiempo \| \| \| --------------------- \| --------------------- \| ---------------------------------- \| --------------------- \| --------------------- \| \| 1.º \| Axel Zingle \| Cofidis \| 8 h 31 min 14 s \| \| \| 2.º \| Mathieu Burgaudeau \| TotalEnergies \| + 5 s \| \| \| 3.º \| Amaury Capiot \| Arkéa-Samsic \| + 7 s \| \| \| 4.º \| Gleb Syritsa \| Astana Qazaqstan Team \| + 7 s \| \| \| 5.º \| Edvald Boasson Hagen \| TotalEnergies \| + 9 s \| \| \| 6.º \| Kenneth Van Rooy \| Sport Vlaanderen-Baloise \| + 10 s \| \| \| 7.º \| Kristian Aasvold \| Human Powered Health \| + 10 s \| \| \| 8.º \| Sven Erik Bystrøm \| Intermarché-Wanty-Gobert Matériaux \| + 10 s \| \| \| 9.º \| Liam Johnston \| Trinity Racing \| + 10 s \| \| \| 10.º \| Sjoerd Bax \| Alpecin-Deceuninck \| + 11 s \| \| |                      |                                    |                 |
| |                      |                                    |                 |
| Fuente: ProCyclingStats |                      |                                    |                 |
| Clasificación general |                      |                                    |                 |
| Ciclista | Ciclista             | Equipo                             | Tiempo          |
| 1.º | Axel Zingle          | Cofidis                            | 8 h 31 min 14 s |
| 2.º | Mathieu Burgaudeau   | TotalEnergies                      | + 5 s           |
| 3.º | Amaury Capiot        | Arkéa-Samsic                       | + 7 s           |
| 4.º | Gleb Syritsa         | Astana Qazaqstan Team              | + 7 s           |
| 5.º | Edvald Boasson Hagen | TotalEnergies                      | + 9 s           |
| 6.º | Kenneth Van Rooy     | Sport Vlaanderen-Baloise           | + 10 s          |
| 7.º | Kristian Aasvold     | Human Powered Health               | + 10 s          |
| 8.º | Sven Erik Bystrøm    | Intermarché-Wanty-Gobert Matériaux | + 10 s          |
| 9.º | Liam Johnston        | Trinity Racing                     | + 10 s          |
| 10.º | Sjoerd Bax           | Alpecin-Deceuninck                 | + 11 s          |

### 3.ª etapa
| Namsos - Levanger | etapa escarpada | (180 km) |

| \| Clasificación de la etapa \| Clasificación de la etapa \| Clasificación de la etapa \| Clasificación de la etapa \| Clasificación de la etapa \| \| Ciclista \| Ciclista \| Equipo \| Tiempo \| \| \| ------------------------- \| ------------------------- \| ---------------------------------- \| ------------------------- \| ------------------------- \| \| 1.º \| Victor Lafay \| Cofidis \| 4 h 09 min 29 s \| \| \| 2.º \| Kévin Vauquelin \| Arkéa-Samsic \| + 3 s \| \| \| 3.º \| Hugo Houle \| Israel-Premier Tech \| + 3 s \| \| \| 4.º \| Sven Erik Bystrøm \| Intermarché-Wanty-Gobert Matériaux \| + 3 s \| \| \| 5.º \| Carl Fredrik Hagen \| Israel-Premier Tech \| + 3 s \| \| \| 6.º \| Quinten Hermans \| Intermarché-Wanty-Gobert Matériaux \| + 3 s \| \| \| 7.º \| Jason Osborne \| Alpecin-Deceuninck \| + 3 s \| \| \| 8.º \| Nick Schultz \| BikeExchange-Jayco \| + 3 s \| \| \| 9.º \| Igor Chzhan \| Astana Qazaqstan Team \| + 3 s \| \| \| 10.º \| Nicola Conci \| Alpecin-Deceuninck \| + 3 s \| \| |                    |                                    |                 |
| |                    |                                    |                 |
| Fuente: ProCyclingStats |                    |                                    |                 |
| Clasificación de la etapa |                    |                                    |                 |
| Ciclista | Ciclista           | Equipo                             | Tiempo          |
| 1.º | Victor Lafay       | Cofidis                            | 4 h 09 min 29 s |
| 2.º | Kévin Vauquelin    | Arkéa-Samsic                       | + 3 s           |
| 3.º | Hugo Houle         | Israel-Premier Tech                | + 3 s           |
| 4.º | Sven Erik Bystrøm  | Intermarché-Wanty-Gobert Matériaux | + 3 s           |
| 5.º | Carl Fredrik Hagen | Israel-Premier Tech                | + 3 s           |
| 6.º | Quinten Hermans    | Intermarché-Wanty-Gobert Matériaux | + 3 s           |
| 7.º | Jason Osborne      | Alpecin-Deceuninck                 | + 3 s           |
| 8.º | Nick Schultz       | BikeExchange-Jayco                 | + 3 s           |
| 9.º | Igor Chzhan        | Astana Qazaqstan Team              | + 3 s           |
| 10.º | Nicola Conci       | Alpecin-Deceuninck                 | + 3 s           |

| \| Clasificación general \| Clasificación general \| Clasificación general \| Clasificación general \| Clasificación general \| \| Ciclista \| Ciclista \| Equipo \| Tiempo \| \| \| --------------------- \| --------------------- \| ---------------------------------- \| --------------------- \| --------------------- \| \| 1.º \| Victor Lafay \| Cofidis \| 12 h 40 min 56 s \| \| \| 2.º \| Kévin Vauquelin \| Arkéa-Samsic \| + 7 s \| \| \| 3.º \| Hugo Houle \| Israel-Premier Tech \| + 9 s \| \| \| 4.º \| Sven Erik Bystrøm \| Intermarché-Wanty-Gobert Matériaux \| + 10 s \| \| \| 5.º \| Nick Schultz \| BikeExchange-Jayco \| + 13 s \| \| \| 6.º \| Quinten Hermans \| Intermarché-Wanty-Gobert Matériaux \| + 13 s \| \| \| 7.º \| Carl Fredrik Hagen \| Israel-Premier Tech \| + 13 s \| \| \| 8.º \| Jason Osborne \| Alpecin-Deceuninck \| + 13 s \| \| \| 9.º \| Nicola Conci \| Alpecin-Deceuninck \| + 19 s \| \| \| 10.º \| Sjoerd Bax \| Alpecin-Deceuninck \| + 20 s \| \| |                    |                                    |                  |
| |                    |                                    |                  |
| Fuente: ProCyclingStats |                    |                                    |                  |
| Clasificación general |                    |                                    |                  |
| Ciclista | Ciclista           | Equipo                             | Tiempo           |
| 1.º | Victor Lafay       | Cofidis                            | 12 h 40 min 56 s |
| 2.º | Kévin Vauquelin    | Arkéa-Samsic                       | + 7 s            |
| 3.º | Hugo Houle         | Israel-Premier Tech                | + 9 s            |
| 4.º | Sven Erik Bystrøm  | Intermarché-Wanty-Gobert Matériaux | + 10 s           |
| 5.º | Nick Schultz       | BikeExchange-Jayco                 | + 13 s           |
| 6.º | Quinten Hermans    | Intermarché-Wanty-Gobert Matériaux | + 13 s           |
| 7.º | Carl Fredrik Hagen | Israel-Premier Tech                | + 13 s           |
| 8.º | Jason Osborne      | Alpecin-Deceuninck                 | + 13 s           |
| 9.º | Nicola Conci       | Alpecin-Deceuninck                 | + 19 s           |
| 10.º | Sjoerd Bax         | Alpecin-Deceuninck                 | + 20 s           |

### 4.ª etapa
| Trondheim - Trondheim | etapa escarpada | (160 km) |

| \| Clasificación de la etapa \| Clasificación de la etapa \| Clasificación de la etapa \| Clasificación de la etapa \| Clasificación de la etapa \| \| Ciclista \| Ciclista \| Equipo \| Tiempo \| \| \| ------------------------- \| ------------------------- \| ---------------------------------- \| ------------------------- \| ------------------------- \| \| 1.º \| Andreas Leknessund \| Team DSM \| 3 h 30 min 26 s \| \| \| 2.º \| Nicola Conci \| Alpecin-Deceuninck \| + 16 s \| \| \| 3.º \| Axel Zingle \| Cofidis \| + 18 s \| \| \| 4.º \| Max Poole \| Team DSM \| + 18 s \| \| \| 5.º \| Hugo Houle \| Israel-Premier Tech \| + 20 s \| \| \| 6.º \| Quinten Hermans \| Intermarché-Wanty-Gobert Matériaux \| + 35 s \| \| \| 7.º \| Mathieu Burgaudeau \| TotalEnergies \| + 35 s \| \| \| 8.º \| Kristian Sbaragli \| Alpecin-Deceuninck \| + 35 s \| \| \| 9.º \| Sjoerd Bax \| Alpecin-Deceuninck \| + 35 s \| \| \| 10.º \| Victor Koretzky \| B&B Hotels-KTM \| + 35 s \| \| |                    |                                    |                 |
| |                    |                                    |                 |
| Fuente: ProCyclingStats |                    |                                    |                 |
| Clasificación de la etapa |                    |                                    |                 |
| Ciclista | Ciclista           | Equipo                             | Tiempo          |
| 1.º | Andreas Leknessund | Team DSM                           | 3 h 30 min 26 s |
| 2.º | Nicola Conci       | Alpecin-Deceuninck                 | + 16 s          |
| 3.º | Axel Zingle        | Cofidis                            | + 18 s          |
| 4.º | Max Poole          | Team DSM                           | + 18 s          |
| 5.º | Hugo Houle         | Israel-Premier Tech                | + 20 s          |
| 6.º | Quinten Hermans    | Intermarché-Wanty-Gobert Matériaux | + 35 s          |
| 7.º | Mathieu Burgaudeau | TotalEnergies                      | + 35 s          |
| 8.º | Kristian Sbaragli  | Alpecin-Deceuninck                 | + 35 s          |
| 9.º | Sjoerd Bax         | Alpecin-Deceuninck                 | + 35 s          |
| 10.º | Victor Koretzky    | B&B Hotels-KTM                     | + 35 s          |

## Clasificaciones finales
- Las clasificaciones finalizaron de la siguiente forma:[4]

### Clasificación general
| \| Clasificación general \| Clasificación general \| Clasificación general \| Clasificación general \| Clasificación general \| \| Ciclista \| Ciclista \| Equipo \| Tiempo \| \| \| --------------------- \| --------------------- \| ---------------------------------- \| --------------------- \| --------------------- \| \| 1.º \| Andreas Leknessund \| Team DSM \| 16 h 11 min 32 s \| \| \| 2.º \| Hugo Houle \| Israel-Premier Tech \| + 8 s \| \| \| 3.º \| Nicola Conci \| Alpecin-Deceuninck \| + 9 s \| \| \| 4.º \| Axel Zingle \| Cofidis \| + 14 s \| \| \| 5.º \| Victor Lafay \| Cofidis \| + 15 s \| \| \| 6.º \| Kévin Vauquelin \| Arkéa-Samsic \| + 22 s \| \| \| 7.º \| Max Poole \| Team DSM \| + 23 s \| \| \| 8.º \| Quinten Hermans \| Intermarché-Wanty-Gobert Matériaux \| + 26 s \| \| \| 9.º \| Carl Fredrik Hagen \| Israel-Premier Tech \| + 28 s \| \| \| 10.º \| Sjoerd Bax \| Alpecin-Deceuninck \| + 35 s \| \| |                    |                                    |                  |
| |                    |                                    |                  |
| Fuentes: ProCyclingStats Cycling Quotient Cycling Archives |                    |                                    |                  |
| Clasificación general |                    |                                    |                  |
| Ciclista | Ciclista           | Equipo                             | Tiempo           |
| 1.º | Andreas Leknessund | Team DSM                           | 16 h 11 min 32 s |
| 2.º | Hugo Houle         | Israel-Premier Tech                | + 8 s            |
| 3.º | Nicola Conci       | Alpecin-Deceuninck                 | + 9 s            |
| 4.º | Axel Zingle        | Cofidis                            | + 14 s           |
| 5.º | Victor Lafay       | Cofidis                            | + 15 s           |
| 6.º | Kévin Vauquelin    | Arkéa-Samsic                       | + 22 s           |
| 7.º | Max Poole          | Team DSM                           | + 23 s           |
| 8.º | Quinten Hermans    | Intermarché-Wanty-Gobert Matériaux | + 26 s           |
| 9.º | Carl Fredrik Hagen | Israel-Premier Tech                | + 28 s           |
| 10.º | Sjoerd Bax         | Alpecin-Deceuninck                 | + 35 s           |

### Clasificación de la montaña
| Clasificación de la montaña | Clasificación de la montaña | Clasificación de la montaña | Clasificación de la montaña | Clasificación de la montaña |
| Ciclista                    | Ciclista                    | Equipo                      | Puntos                      |                             |
| --------------------------- | --------------------------- | --------------------------- | --------------------------- | --------------------------- |
| 1.º                         | Stephen Bassett             | Human Powered Health        | 19 pts                      |                             |
| 2.º                         | Aaron Van Poucke            | Sport Vlaanderen-Baloise    | 17 pts                      |                             |
| 3.º                         | Andreas Leknessund          | Team DSM                    | 16 pts                      |                             |
| 4.º                         | Håkon Aalrust               | Team Coop                   | 6 pts                       |                             |
| 5.º                         | Alessandro Verre            | Arkéa-Samsic                | 6 pts                       |                             |
| 6.º                         | Victor Lafay                | Cofidis                     | 5 pts                       |                             |
| 7.º                         | Tom Wirtgen                 | Bingoal Pauwels Sauces WB   | 5 pts                       |                             |
| 8.º                         | Fabien Grellier             | TotalEnergies               | 5 pts                       |                             |
| 9.º                         | Nicola Conci                | Alpecin-Deceuninck          | 4 pts                       |                             |
| 10.º                        | Maurice Ballerstedt         | Alpecin-Deceuninck          | 4 pts                       |                             |

### Clasificación por puntos
| Clasificación por puntos | Clasificación por puntos | Clasificación por puntos           | Clasificación por puntos | Clasificación por puntos |
| Ciclista                 | Ciclista                 | Equipo                             | Puntos                   |                          |
| ------------------------ | ------------------------ | ---------------------------------- | ------------------------ | ------------------------ |
| 1.º                      | Axel Zingle              | Cofidis                            | 29 pts                   |                          |
| 2.º                      | Andreas Leknessund       | Team DSM                           | 21 pts                   |                          |
| 3.º                      | Amaury Capiot            | Arkéa-Samsic                       | 20 pts                   |                          |
| 4.º                      | Mathieu Burgaudeau       | TotalEnergies                      | 17 pts                   |                          |
| 5.º                      | Hugo Houle               | Israel-Premier Tech                | 16 pts                   |                          |
| 6.º                      | Victor Lafay             | Cofidis                            | 15 pts                   |                          |
| 7.º                      | Dylan Groenewegen        | BikeExchange-Jayco                 | 15 pts                   |                          |
| 8.º                      | Maurice Ballerstedt      | Alpecin-Deceuninck                 | 13 pts                   |                          |
| 9.º                      | Nicola Conci             | Alpecin-Deceuninck                 | 13 pts                   |                          |
| 10.º                     | Quinten Hermans          | Intermarché-Wanty-Gobert Matériaux | 13 pts                   |                          |

### Clasificación de los jóvenes
| Clasificación del mejor joven | Clasificación del mejor joven | Clasificación del mejor joven | Clasificación del mejor joven | Clasificación del mejor joven |
| Ciclista                      | Ciclista                      | Equipo                        | Tiempo                        |                               |
| ----------------------------- | ----------------------------- | ----------------------------- | ----------------------------- | ----------------------------- |
| 1.º                           | Andreas Leknessund            | Team DSM                      | 16 h 11 min 32 s              |                               |
| 2.º                           | Nicola Conci                  | Alpecin-Deceuninck            | + 9 s                         |                               |
| 3.º                           | Axel Zingle                   | Cofidis                       | + 14 s                        |                               |
| 4.º                           | Kévin Vauquelin               | Arkéa-Samsic                  | + 22 s                        |                               |
| 5.º                           | Max Poole                     | Development Team DSM          | + 23 s                        |                               |
| 6.º                           | Mathieu Burgaudeau            | TotalEnergies                 | + 43 s                        |                               |
| 7.º                           | Andreas Stokbro               | Team Coop                     | + 53 s                        |                               |
| 8.º                           | Axel Laurance                 | B&B Hotels-KTM                | + 58 s                        |                               |
| 9.º                           | Kevin Colleoni                | BikeExchange-Jayco            | + 1 min 02 s                  |                               |
| 10.º                          | Mark Donovan                  | Team DSM                      | + 1 min 02 s                  |                               |

### Clasificación por equipos
| Clasificación por equipos | Clasificación por equipos | Clasificación por equipos | Clasificación por equipos |
| Equipo                    | Equipo                    | Tiempo                    |                           |
| ------------------------- | ------------------------- | ------------------------- | ------------------------- |
| 1.º                       | Alpecin-Deceuninck        | 48 h 35 min 56 s          |                           |
| 2.º                       | Israel-Premier Tech       | + 7 s                     |                           |
| 3.º                       | Team DSM                  | + 21 s                    |                           |
| 4.º                       | TotalEnergies             | + 2 min 45 s              |                           |
| 5.º                       | B&B Hotels-KTM            | + 5 min 41 s              |                           |

## Evolución de las clasificaciones
| Etapa                   |                         | Ganador _          | Clasificación general | Puntos        | Montaña         | Jóvenes            | Equipo _            |
| ----------------------- | ----------------------- | ------------------ | --------------------- | ------------- | --------------- | ------------------ | ------------------- |
| 1.ª etapa               | etapa llana             | Axel Zingle        | Axel Zingle           | Axel Zingle   | Stephen Bassett | Axel Zingle        | Cofidis             |
| 2.ª etapa               | etapa llana             | Dylan Groenewegen  | Axel Zingle           | Amaury Capiot | Stephen Bassett | Axel Zingle        | Cofidis             |
| 3.ª etapa               | etapa escarpada         | Victor Lafay       | Victor Lafay          | Amaury Capiot | Stephen Bassett | Kévin Vauquelin    | Israel-Premier Tech |
| 4.ª etapa               | etapa escarpada         | Andreas Leknessund | Andreas Leknessund    | Axel Zingle   | Stephen Bassett | Andreas Leknessund | Alpecin-Deceuninck  |
| Clasificaciones finales | Clasificaciones finales |                    | Andreas Leknessund    | Axel Zingle   | Stephen Bassett | Andreas Leknessund | Alpecin-Deceuninck  |

## UCI World Ranking
La Arctic Race de Noruega otorgó puntos para el UCI World Ranking para corredores de los equipos en las categorías UCI WorldTeam, UCI ProTeam y Continental. Las siguientes tablas son el baremo de puntuación y los diez corredores que obtuvieron más puntos:
| Posición              | 1.º | 2.º | 3.º | 4.º | 5.º | 6.º | 7.º | 8.º | 9.º | 10.º | 11.º | 12.º | 13.º | 14.º | 15.º | 16.º-30.º | 31.º-40.º |
| Clasificación general | 200 | 150 | 125 | 100 | 85  | 70  | 60  | 50  | 40  | 35   | 30   | 25   | 20   | 15   | 10   | 5         | 3         |
| Por etapa             | 20  | 10  | 5   |     |     |     |     |     |     |      |      |      |      |      |      |           |           |
| Líder                 | 5   |     |     |     |     |     |     |     |     |      |      |      |      |      |      |           |           |

| Clasificación |                    |                                    |         |       |       |       |
| Posición      | Ciclista           | Equipo                             | General | Etapa | Líder | Total |
| ------------- | ------------------ | ---------------------------------- | ------- | ----- | ----- | ----- |
| 1.º           | Andreas Leknessund | DSM                                | 200     | 20    |       | 220   |
| 2.º           | Hugo Houle         | Israel-Premier Tech                | 150     | 5     | -     | 155   |
| 3.º           | Nicola Conci       | Alpecin-Deceuninck                 | 125     | 10    | -     | 135   |
| 4.º           | Axel Zingle        | Cofidis                            | 100     | 25    | 10    | 135   |
| 5.º           | Victor Lafay       | Cofidis                            | 85      | 20    | 5     | 110   |
| 6.º           | Kévin Vauquelin    | Arkéa Samsic                       | 70      | 10    | -     | 80    |
| 7.º           | Max Poole          | DSM                                | 60      | -     | -     | 60    |
| 8.º           | Quinten Hermans    | Intermarché-Wanty-Gobert Matériaux | 50      | -     | -     | 50    |
| 9.º           | Carl Fredrik Hagen | Israel-Premier Tech                | 40      | -     | -     | 40    |
| 10.º          | Sjoerd Bax         | Alpecin-Deceuninck                 | 35      | -     | -     | 35    |